# Someday We Will Foresee Obstacles
Someday We Will Foresee Obstacles è il secondo album in studio del gruppo musicale francese Syd Matters, pubblicato il 5 aprile 2005 da Third Side Records.

## Tracce
1. City Talks – 2:15
2. Obstacles – 3:30
3. To All Of You – 4:45
4. Icare – 3:33
5. Someday Sometimes – 5:18
6. Passe-Muraille – 3:05
7. Watcher – 5:07
8. Lost Bird – 5:01
9. Flow Backwards – 3:59
10. English Way – 4:40
11. Middle Class Men – 6:04
12. Motion – 4:23
13. What Are You Looking At? – 5:58